# Fuxing (köping i Kina, Jiangsu)
Fuxing (kinesiska: 复兴, 复兴镇) är en köping i Kina. Den ligger i provinsen Jiangsu, i den östra delen av landet, omkring 180 kilometer norr om provinshuvudstaden Nanjing. Antalet invånare är 28176. Befolkningen består av 14 430 kvinnor och 13 746 män. Barn under 15 år utgör 20,0 %, vuxna 15-64 år 68 %, och äldre över 65 år 11,0 %.
Genomsnittlig årsnederbörd är 1 080 millimeter. Den regnigaste månaden är juli, med i genomsnitt 229 mm nederbörd, och den torraste är januari, med 19 mm nederbörd.